# Лёд XVII
Лёд XVII - это метастабильная форма льда с гексагональной структурой и спиралевидными каналами, которая была открыта в 2016 году. Он образуется при замораживании воды с молекулами водорода под высоким давлением с образованием наполненного льда, а затем удаляет молекулы водорода из структуры. Эта форма потенциально может быть использована для хранения водорода. Лёд XVII, изготовленный из тяжёлой воды[a], также может быть уменьшен до чистого кубического льда.

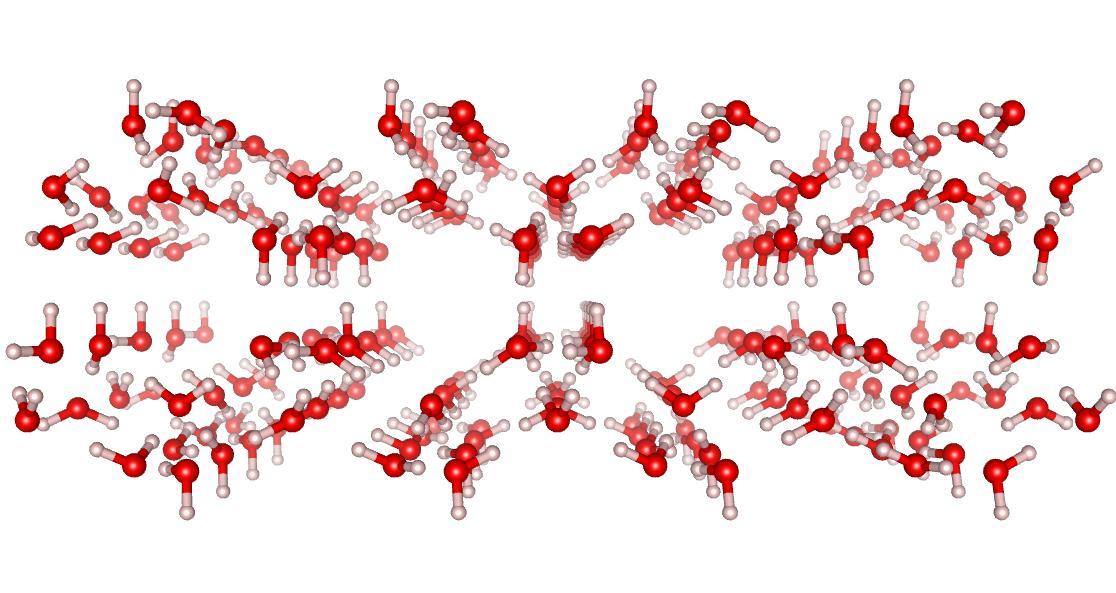
Кристаллическая структура Льда XVII

## Описание
В 2016 году было объявлено об открытии новой формы льда. Эта новая форма, характеризуемая как "пористый водяной лёд, метастабильный при атмосферных температурах", была открыта путём получения наполненного льда и удаления неводных компонентов, оставляя кристаллическую структуру, подобно тому, как лёд XVI, другая пористая форма льда, была синтезирована из клатрат-гидрата. 
Для создания льда XVII исследователи сначала получили наполненный лёд в стабильной фазе C0 из смеси водорода (H2) и воды (H2O) при температуре от 100 до 270 К (от -173 до -3 °C; от -280 до 26 °F) и давлении от 360 до 700 МПа (от 52 000 до 102 000 фунтов на квадратный дюйм; от 3600 до 6900 атм). Затем наполненный лёд помещают в вакуум и постепенно повышают температуру, пока водород не освободится от кристаллической структуры. Полученная форма метастабильна при комнатном давлении при температуре 120 K (-153 °C; -244 °F), но разрушается в лёд Ih (обычный лёд) при температуре выше 130 K (-143 °C; -226 °F). Кристаллическая структура имеет гексагональный характер, а поры представляют собой спиралевидные каналы диаметром около 6,10  (6,1010-10 м; 2,4010-8 дюйма).

## Хранение водорода
В сообщении об открытии также говорится, что лёд XVII может многократно адсорбировать и выделять молекулы водорода без разрушения своей структуры. Общее количество водорода, которое может адсорбировать лёд XVII, зависит от величины приложенного давления, но молекулы водорода могут адсорбироваться льдом XVII даже при давлении в несколько миллибар, если температура ниже 40 К (-233,2 °C; -387,7 °F). Адсорбированные молекулы водорода могут быть высвобождены, или десорбированы, под действием тепла. Это неожиданное свойство льда XVII может позволить использовать его для хранения водорода - вопрос, который часто упоминается в экологических технологиях.
Помимо хранения водорода путём сжатия или сжижения, его также можно хранить внутри твёрдого вещества, либо с помощью обратимого химического процесса (хемосорбция), либо путём присоединения молекул водорода к веществу с помощью сил Ван-дер-Ваальса (физорбция). Метод хранения, используемый льдом XVII, относится к последней категории - физорбции. При физорбции не происходит химической реакции, и химическая связь между двумя атомами в молекуле водорода остаётся нетронутой. Благодаря этому количество циклов адсорбции-десорбции, которые может выдержать лёд XVII, "теоретически бесконечно".
Одним из значительных преимуществ использования льда XVII в качестве хранилища водорода является низкая стоимость двух химических веществ: водорода и воды. Кроме того, лёд XVII показал способность хранить водород при молярном соотношении H2 и H2O более 40%, что выше теоретически максимального соотношения для клатратных гидратов sII, ещё одного потенциального хранилища. Однако если лёд XVII будет использоваться в качестве хранилища, его необходимо хранить при температуре 130 К (-143 °C; -226 °F), иначе он рискует дестабилизироваться.

## Кубический лёд
В 2020 году было сообщено, что кубический лёд на основе тяжёлой воды (D2O) может быть сформирован из льда XVII. Это было сделано путём нагревания специально подготовленного порошка D2O льда XVII. Полученный результат не имел структурных деформаций по сравнению со стандартным кубическим льдом, или льдом Isd. Об этом открытии было сообщено примерно в то же время, когда другая исследовательская группа объявила, что им удалось получить чистый кубический лёд D2O, сначала синтезировав наполненный лёд в фазе C2, а затем распаковав его.